# Хемосфера
Хемосфера (англ. Chemosphere) — восьмикутний будинок побудований 1960 року у інноваційному тоді модерністському стилі за проектом архітектора Джона Лаутнера, котрий знаходиться у Лос-Анджелесі, Каліфорнія. Будівля характеризована енциклопедією Британіка, як «найбільш модерний будинок усього світу» викликає одночасне захоплення способом вирішення проблеми її розташування та своїм унікальним дизайном.

## Проєкт
Будівля розташовується на Голлівудських пагорбах (Голлівуд-Хіллс) зі сторони Студіо-Сіті у долині Сан-Фернандо, у безпосередній близькості від проїзд Мулхолланд. Це однорівневий восьмикутник з житловою площею приблизно 200 m² (2200 квадратних футів).
Найбільш виразним є те, що будинок розташовано на вершині бетонної опори шириною 1,5, а висотою майже 9 метрів (5 та 30 футів відповідно). Такий інноваційний проект був рішенням Лаутнера, щодо місця забудови котре з нахилом у 45° вважалося практично непридатним до будівництва. Завдяки бетонному п'єдесталу діаметром майже 6,1 метра (20 футів) вкопаного у землю та підтримуючим конструкціям, будинок може витримати Землетрус й проливні зливи. До будинку можна добратися фунікулером.
Хемосфера розділена навпіл по центру цегляною стіною з каміном посередині та примикаючими до нього кріслами.

## Історія
Ділянку під будинок молодому інженеру аерокосмічної спеціалізації передає його тесть; попри брак фінансів інженер Леонард Малін був сповнений рішучості жити саме на цьому місці. Малін мав 30 тисяч доларів заощаджень, тому будівництво Хемосфери вартістю у 140 тис. доларів субсидується бартером з 2 компаніями-спонсорами — Південно-каліфорнійською газовою компанією й Хем Сеал Корпорейшн. Хем Сеал надала експериментальне покриття та епоксидну смолу, якою було забезпечено монтаж деталей будинку разом. Саме завдяки її назві будинок отримав ім'я Хемосфера (спочатку Лаутнер хотів назвати будинок Шапіто). Врешті, Малін виплатив 80 тис. доларів готівкою. Він та 4 його дитини проживали у будинку доти, поки зростання цін та кончина аерокосмічної промисловості не змусили продати останній у 1972 році.
У 1976 році другий власник будинку, доктор Річард Кун був зарізаний у ньому під час пограбування двома чоловіками, що згодом були затримані і засудженні до довічного ув'язнення.
До 1997 року інтер'єр оселі зазнає змін у гіршу сторону; більше 10 років вона перебувала в оренді й використовувалася для проведення вечірок у результаті чого внутрішнє убранство зазнало значних та анахронічних змін. Через унікальну конструкцію будинок було складно продати і на ринку нерухомості більшість часу він перебував у статусі орендної власності.
З 2000 року будівля є Лос-анджелескою оселею Бенедикта Ташена, засновника німецького видавничого дому Ташен котрий провів її реставрацію; у 2005 р. єдиною проблемою пов'язаною з будинком названо високу вартість його обслуговування. Недавня реставрація проведена організацією «Архітектура Ешер ДжунВардена» була відзначена нагородою від «Лос-Анджелес Консервасі». Архітектор відповідальний за реставрацію — Франк Ешер написав першу свою книгу про Лаутнера вже через кілька років після переїзду до Лос-Анджелеса у 1988 році, він же є зберігачем архіву Джона Лаутнера. Під час відновлення архітектори додали деталі котрі не були доступними за 40 років до цього, в силу відсутності відповідних технологій. Кахель газової компанії був замінений на довільно нарізаний шифер, котрий не змогли нарізати достатньо тонко ще у 1960 році, попри відповідне бажання Лаутнера. Архітектори також замінили оригінальні вікна з товстими рамами на безрамне скло. Для оформлення будинку власники використали килим створений німецьким митцем Альбертом Оеленом та підвісний світильник у вигляді вигнутих смуг оргскла авторства Лос-анджелеського художника Джорджа Пардо.
Сім'я Ташена планувала найняти голландського архітектора Рема Колгаса для будівництва великого нового гостьового будинку біля підніжжя Хемосфери, на місці котрим володіли родичі дружини Маліна. Новий будинок мав бути призначений для художньої колекції й бібліотеки, а також для забезпечення кімнатами 4 дітей подружжя Ташенів. Пізніше плани буде скасовано через побоювання, що добудова складатиме візуальну конкуренцію головному будинку. Під час перших декількох років проживання Ташенів у оселі вона стає відомою в місті своїми вечірками, де фотограф Білл Клакстон і його модель-дружина Пеггі Моффет розважалися у компанії з порно зірками, джазовими музикантами й режисером Біллі Вайлдером.

## Вшанування
У 2004 році Хемосфера оголошується історико-культурною пам'яткою лос-Анджелеса. Також вона потрапляє в топ-10 будинків Лос-Анджелеса за всю його історію, як результат опитування проведеного Лос-Анджелес Таймс у грудні 2008 року. Будинок стає частиною ретроспективи робіт Лаутнера, котра проводилася у музеї Хаммера з серпня по жовтень 2008 року.

## Поява на екранах
Вперше будинок як футуристичну резиденцію було використано 1964 року. у 13 епізоді («Копія людини») телевізійного серіалу «За межею можливого» виробництва каналу ABC. Серія базована на науково-фантастичному творі американського письменника Кліффорда Саймака. Екстер'єр будинку знімався безпосередньо з натури, детально копійований інтер'єр було побудовано в знімальному павільйоні. Як оселя головного героя будівля також з'являється у фільмі 1984 року. Двійник тіла режисера Браяна де Пальми. Локація для однієї зі сцен Ангелів Чарлі була створена під прямим враженням від Хемосфери. Аналогічна будівля також з'являється у відеогрі Grand Theft Auto: San Andreas біля знаку «VINEWOOD». У епізоді Сімпсонів персонаж Трой МакКлур проживає у подібному будинку-літаючій тарілці. Ведучі Current TV з'являються у декораціях, що є точною копією інтер'єру Хемосфери. Персонаж «Запустілий Джон» у однойменному коміксі живе у Хемосфері. Також вона з'являється у Людях в чорному (1997 рік). Дім використовується у музичному відеокліпі «Лише час покаже» канадського рок-гурту Saga (1987 рік).